# 비숍이끼쥐
비숍이끼쥐(Pseudohydromys berniceae)는 쥐과에 속하는 설치류의 일종이다. 뉴기니섬의 토착종이다.

## 특징
비숍이끼쥐는 작은 설치류로 꼬리 길이 79~88mm를 제외한 몸길이가 70~80mm이다. 발 길이는 18~20mm, 귀 길이는 9~11mm이다. 털은 짧다. 몸은 완전히 짙은 갈색과 회색이다. 귀는 짙은 회색이고 눈은 비교적 작다. 다리 등 쪽은 희다. 꼬리 길이가 몸길이보다 길며, 짙은 갈색을 균일하게 띠며 꼬리 끝은 희다.

## 생태
육상성 동물이다.

## 분포 및 서식지
뉴기니 중부 코르디예라 산맥 극동 지역의 오웬 스탠리 산맥에 널리 분포한다. 해발 590~1,570m의 산악 이끼숲에서 서식한다.